# Tom Herron
Tom Herron (Lisburn, 14 de diciembre de 1948 - 26 de mayo de 1979) fue un piloto de motociclismo norirlandés. Estuvo participando en el Campeonato del Mundo de Motociclismo entre 1970 y 1979. Estaba especializado en circuitos urbanos como el TT Isla de Man y la North West 200.

## Carrera
La carrera de Herron comenzó en 1965 cuando compitió en numerosos eventos en toda Irlanda, aumentando su experiencia. En 1970, ganó su primera carrera importante, la North West 200 de 350 cc.
Después de ganar el campeonato irlandés de 350cc de 1973, se trasladó al Campeonato del Mundo de Motociclismo. Durante estos años, Herron compitió como piloto independiente. Durante este tiempo, conoció y finalmente se casó con Andrea, una hermana del piloto de Norton Peter Williams y con el que tuvieron dos niñasː las gemelas llamadas Kim y Zoë.
Al final de 1976, terminó cuarto en los campeonatos mundiales de 250cc y 350cc. Herron ganó el último TT Isla de Man antes de que la FIM despojara al evento de su estado de campeonato mundial en 1976. Al siguiente año, compitió en 350cc con Yamaha y con Takazumi Katayama como compañero.
En 1978, Herron fortaleció su posición como uno de los mejores corredores del mundo como piloto privado con el quinto y sexto lugar en los campeonatos mundiales de 250cc y 350cc respectivamente.
En 1979, finalmente consiguió su gran oportunidad, como piloto del fabricante de Texaco Heron Suzuki en el campeonato mundial de 500cc, y con el dos veces campeón del mundo de 500cc Barry Sheene y Steve Parrish como compañeros.
La temporada comenzó bien, con un tercero puesto en Gran Premio de Venezuela e Italia y un cuarto en Austria. Esto lo colocó en tercer lugar en el campeonato después de tres Grandes Premios. En la cuarta carrera, en España se estrelló en los entrenamientos y se rompió el pulgar derecho, sufrió quemaduras de tercer grado y no pudo correr. Terminó la temporada en décimo lugar.

## Muerte
Después de la cuarta carrera del campeonato mundial de 500 cc, Herron regresó a casa para competir en la North West 200, donde, en el año anterior, había ganado 2 carreras, y había establecido un récord de vuelta de 127,63   mph. El registro del carrera sigue en pie debido a las modificaciones realizadas. La edició de 1979 siempre será recordado como "Black Saturday" ya que también hay que lamentar la muerte en esta edición de Brian Hamilton, Frank Kennedy̟, que murió meses después a causa de las heridas, y el propio Herron. En la última vuelta de la carrera, Herron estaba luchando por el tercer puesto con Jeff Sayle, Steve Parrish y Greg Johnstone, cuando cayó en Juniper. Murió en el Coleraine hospital.

## Resultados

### Campeonato del Mundo de Motociclismo

#### Carreras por año
Sistema de puntuación desde 1969 hasta 1987:
| Posición | 1.º | 2.º | 3.º | 4.º | 5.º | 6.º | 7.º | 8.º | 9.º | 10.º |
| Puntos   | 15  | 12  | 10  | 8   | 6   | 5   | 4   | 3   | 2   | 1    |

| Año  | Cat.  | Equipo | Moto    | 1       | 2       | 3       | 4       | 5       | 6       | 7       | 8       | 9       | 10     | 11      | 12      | Pts.. | Pos. |
| ---- | ----- | ------ | ------- | ------- | ------- | ------- | ------- | ------- | ------- | ------- | ------- | ------- | ------ | ------- | ------- | ----- | ---- |
| 1970 | 250cc | Yamaha | GER -   | FRA -   | YUG -   | IOM 13  | NED -   | BEL -   | DDR -   | CZE -   | FIN -   | ULS -   | NAT -  | SPA -   |         | 0     | –    |
| 1970 | 350cc | Yamaha | GER -   |         | YUG -   | IOM Ret | NED -   |         | DDR -   | CZE -   | FIN -   | ULS -   | NAT -  | SPA -   |         | 0     | –    |
| 1971 | 350cc | Yamaha | AUT -   | GER -   | IOM -   | NED -   |         | DDR -   | CZE -   | SWE -   | FIN -   | ULS 9   | NAT -  | SPA -   |         | 2     | 49.º |
| 1971 | 500cc | Seeley | AUT -   | GER -   | IOM -   | NED -   | BEL -   | DDR -   |         | SWE -   | FIN -   | ULS 7   | NAT -  | SPA -   |         | 4     | 34.º |
| 1972 | 250cc | Yamaha | GER -   | FRA -   | AUT -   | NAT -   | IOM Ret | YUG -   | NED -   | BEL -   | DDR -   | CZE -   | SWE -  | FIN -   | SPA -   | 0     | –    |
| 1972 | 350cc | Yamaha | GER -   | FRA -   | AUT -   | NAT -   | IOM Ret | YUG -   | NED -   |         | DDR -   | CZE -   | SWE -  | FIN -   | SPA -   | 0     | –    |
| 1973 | 250cc | Yamaha | FRA -   | AUT -   | GER -   |         | IOM 9   | YUG -   | NED -   | BEL -   | CZE -   | SWE -   | FIN -  | SPA -   |         | 2     | 39.º |
| 1973 | 350cc | Yamaha | FRA -   | AUT -   | GER -   | NAT -   | IOM Ret | YUG -   | NED -   |         | CZE -   | SWE -   | FIN -  | SPA -   |         | 0     | –    |
| 1974 | 250cc | Yamaha |         | GER DNS |         | NAT -   | IOM 4   | NED -   | BEL 8   | SWE Ret | FIN 20  | CZE -   | YUG 8  | SPA 12  |         | 14    | 14.º |
| 1974 | 350cc | Yamaha | FRA DNQ | GER DNS | AUT -   | NAT -   | IOM 4   | NED -   |         | SWE -   | FIN -   |         | YUG 9  | SPA -   |         | 10    | 22.º |
| 1974 | 500cc | Yamaha | FRA DNQ | GER DNS | AUT 11  | NAT -   | IOM 15  | NED -   | BEL Ret | SWE 9   | FIN 11  | CZE 16  |        |         |         | 2     | 31.º |
| 1975 | 250cc | Yamaha | FRA 9   | SPA 7   |         | GER Ret | NAT 7   |         | IOM Ret | NED 15  | BEL -   | SWE -   | FIN 10 | CZE -   | YUG 6   | 16    | 13.º |
| 1975 | 350cc | Yamaha | FRA -   | SPA 11  | AUT Ret | GER Ret | NAT -   | IOM 3   | NED -   |         |         | FIN Ret | CZE 4  | YUG 4   |         | 26    | 9.º  |
| 1975 | 500cc | Yamaha | FRA -   |         | AUT 8   | GER -   | NAT -   |         | IOM 21  | NED -   | BEL Ret | SWE 12  | FIN -  | CZE -   |         | 3     | 34.º |
| 1976 | 250cc | Yamaha | FRA 21  |         | NAT 7   | YUG 2   | IOM 1   | NED 7   | BEL 10  | SWE 6   | FIN 5   | CZE 6   | GER 14 | SPA 13  |         | 47    | 4.º  |
| 1976 | 350cc | Yamaha | FRA 9   | AUT 6   | NAT 5   | YUG 5   | IOM 26  | NED 7   |         |         | FIN 3   | CZE 3   | GER -  | SPA 9   |         | 41    | 4.º  |
| 1976 | 500cc | Yamaha | FRA -   | AUT 12  | NAT -   |         | IOM 1   | NED -   | BEL 12  | SWE 9   | FIN Ret | CZE Ret | GER -  |         |         | 17    | 13.º |
| 1977 | 250cc | Yamaha | VEN 6   | GER 7   | NAT 4   | SPA 7   | FRA 7   | YUG 3   | NED 10  | BEL 9   | SWE 7   | FIN 5   | CZE 5  | GBR Ret |         | 54    | 5.º  |
| 1977 | 350cc | Yamaha | VEN 5   | GER 6   | NAT Ret | SPA Ret | FRA 7   | YUG 4   | NED 4   |         | SWE 6   | FIN 4   | CZE 2  | GBR Ret |         | 56    | 2.º  |
| 1978 | 250cc | Yamaha | VEN 11  | SPA 8   |         | FRA 5   | NAT 4   | NED Ret | BEL Ret | SWE 5   | FIN 8   | GBR 2   | GER 3  | CZE Ret | YUG Ret | 48    | 6.º  |
| 1978 | 350cc | Yamaha | VEN Ret |         | AUT Ret | FRA 4   | NAT 11  | NED 6   |         | SWE 5   | FIN 3   | GBR 2   | GER 5  | CZE 8   | YUG Ret | 50    | 5.º  |
| 1978 | 500cc | Suzuki | VEN -   | SPA 13  | AUT -   | FRA -   | NAT -   | NED -   | BEL 9   | SWE -   | FIN -   | GBR -   | GER -  |         |         | 2     | 26.º |
| 1979 | 500cc | Suzuki | VEN 3   | AUT 4   | GER Ret | NAT 3   | SPA Ret | YUG -   | NED -   | BEL -   | SWE -   | FIN -   | GBR -  | FRA -   |         | 28    | 10.º |